# ソビエトの家

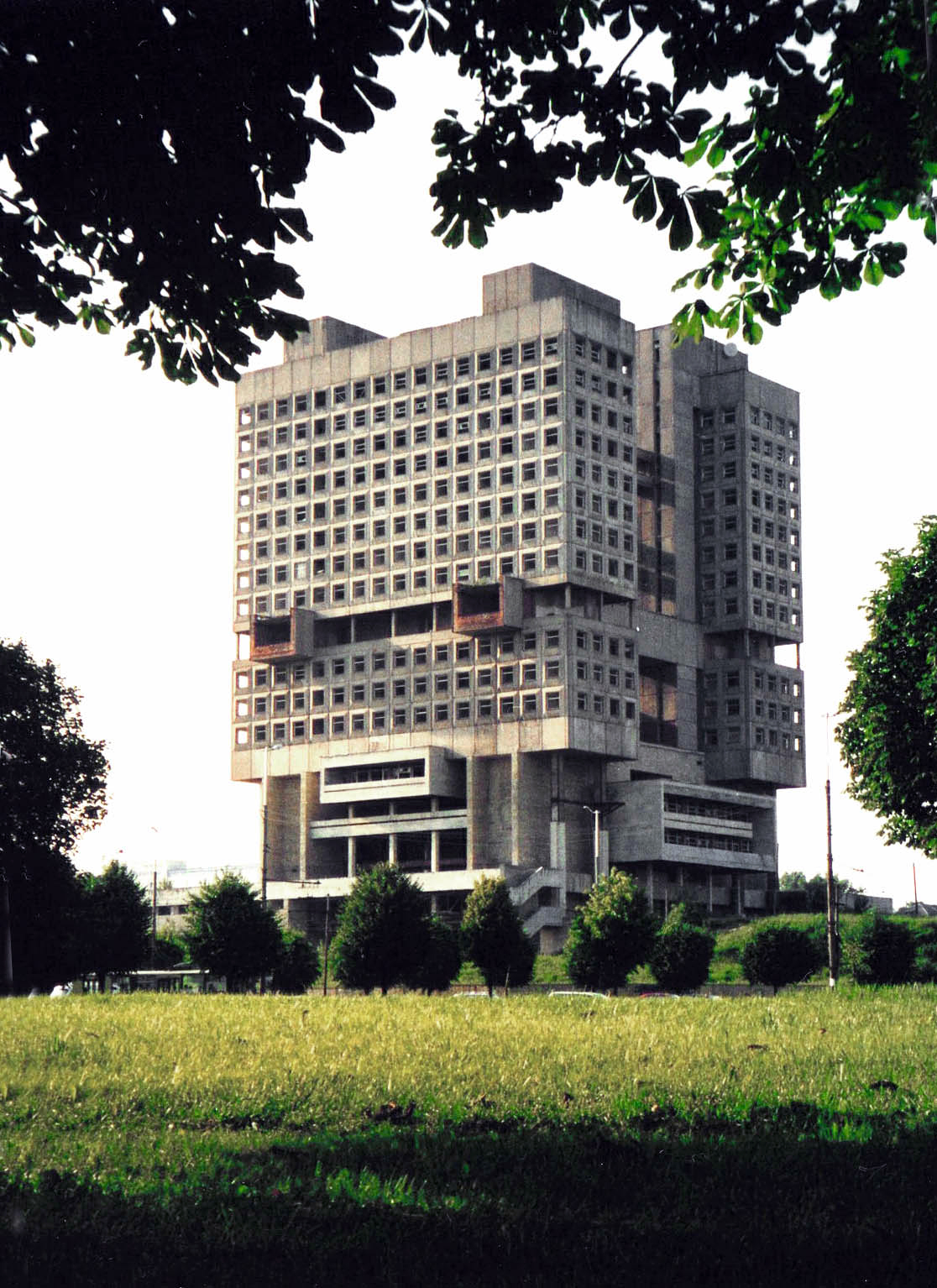
建物の未完成のシェル（2002年）。ソビエトの家は、20年以上この状態のままであった。

ソビエトの家（ソビエトのいえ、ロシア語: Дом Советов）は、ロシアの飛び地であるカリーニングラード州カリーニングラードにあった未完成の建物である。その外観が地面に肩まで埋められている巨大なロボットの頭を連想させることから、地元の人に「埋葬ロボット」と呼ばれることがある。主任建築家はレフ・ミソシニコフ（Лев Валентинович Мисожников）である。かつてケーニヒスベルク城があった付近に建てられた。

## 位置
建物はカリーニングラードの中央広場、シェフチェンコとレニンスキ通りの交差点（北緯54度42分35.77秒 東経20度30分45.67秒 / 北緯54.7099361度 東経20.5126861度）にある。ソビエトの家はケーニヒスベルク城の真上に建てられたと言われることがあるが、実際の建物は城のかつての堀の東側にある。

## 歴史
ケーニヒスベルク大聖堂及びケーニヒスベルク城は、第二次世界大戦での爆撃により深刻な被害を受けた。戦後、市はソ連の支配下に置かれ、ソビエト当局はケーニヒスベルク城はファシズムの中心であったと主張して、遺構を保存しないことを選択した。残っていた建築物は全て1967年から1969年の間に爆破されて片付けられた。
再開発のビジョンは、ルシオ・コスタとオスカー・ニーマイヤーの作品、特にブラジルの首都ブラジリアの開発に大きく影響された。1964年と1974年に、この地域の再開発のための2つの建築コンペがあり、モスクワ、レニングラード、リトアニア、ラトビア、エストニアのデザイン会社が参加した。選ばれたデザインは、ソビエト連邦国家賞の受賞者で、ソビエトロシアと彼のスタジオTsNIIEP内で尊敬されているレフ・ミソシニコフによるものである。

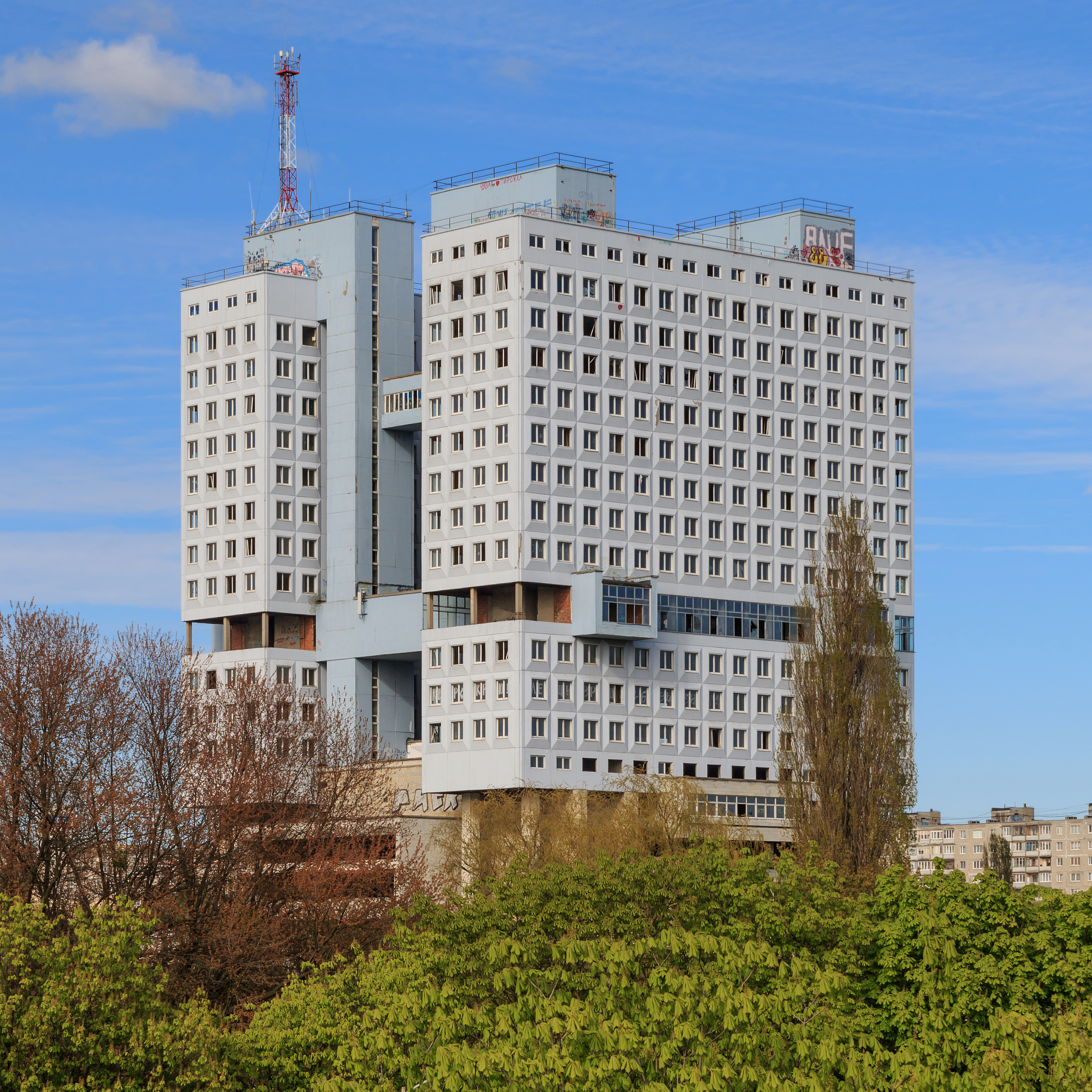
2005年の塗装作業後

カリーニングラード州の中央政庁とすることを目的とした建設が1970年に開始されたが、湿地帯であることを考慮せずに重いコンクリート構造物を建築したため、構造上の問題が発生した。基礎は当初の28階建ての計画を実現するには不十分であることが判明し、21階建てに変更されたが、地域党委員会がプロジェクトへの関心を失い、資金を使い果たした後、建設は1985年に停止された 。1992年にデンマークの資金で建設を完了する試みがあったものの放棄され、建物は長らく未完成のまま放置された。
2005年に市の建設750周年とソ連への帰属60周年を記念して、ロシアのウラジーミル・プーチン大統領の訪問もあり、外装が水色に塗装されたが、内装は整備されず、現代のポチョムキン村であると批判された。この建物を戦後のソビエト建築の最悪の例の1つであると考える人もいるが、2005年の塗装以前はブルータリスト建築の好例と見なされていた。

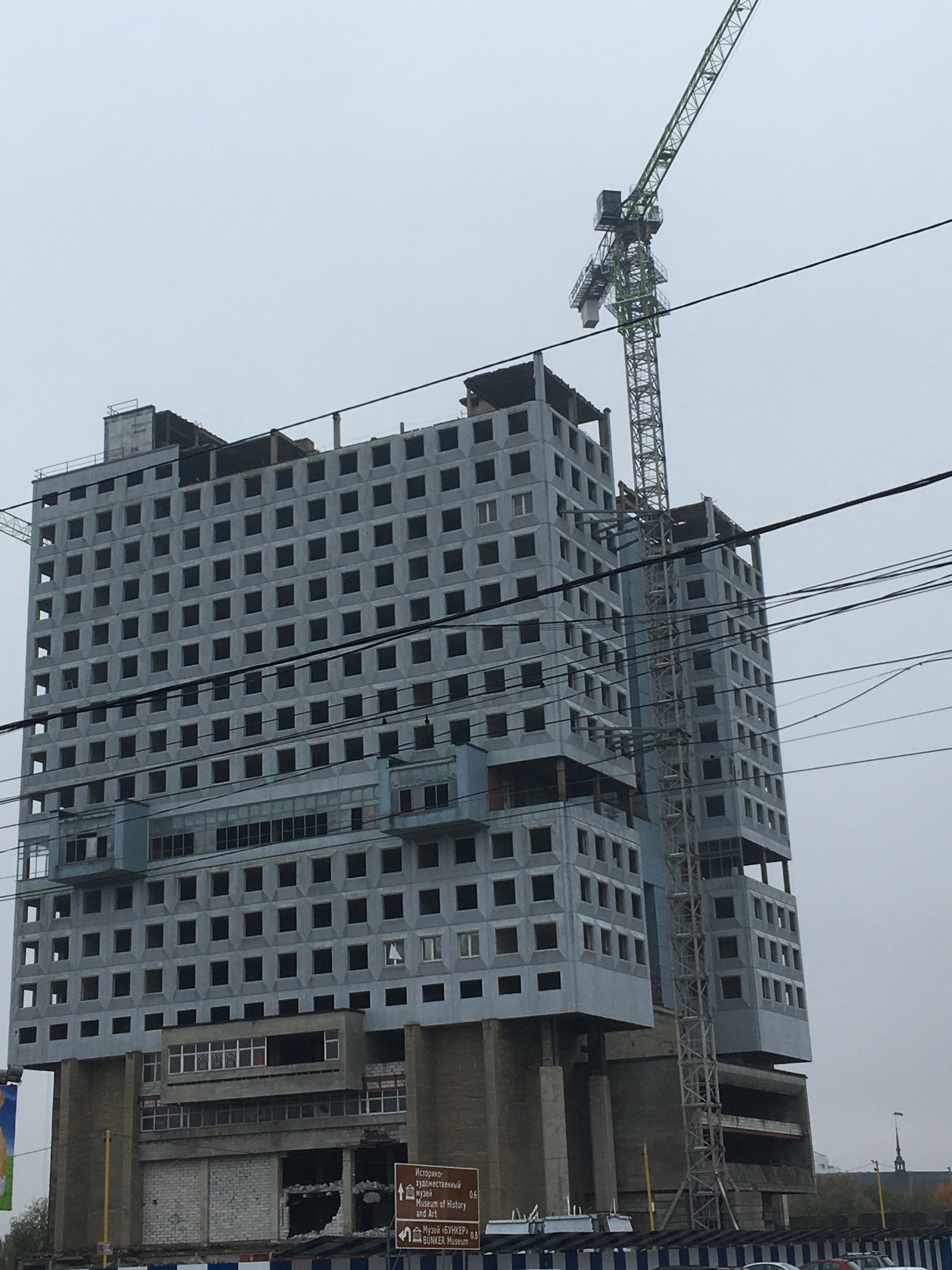
解体が開始されたソビエトの家（2023年）

建物の解体は2020年11月12日に発表され、解体は2021年初頭に開始される予定であったが、2023年5月にようやく始まった。取り壊された建物の破片は、土産品として配られたり、売られたりする可能性がある。解体は2024年8月までに完了した。